# Laurien van der Graaff
Laurien van der Graaff (* 14. Oktober 1987 in Nieuwkoop, Niederlande) ist eine ehemalige Schweizer Skilangläuferin.

## Werdegang
Schon im Alter von 16 Jahren startete die Davoserin und Tochter eines Niederländers erstmals im Skilanglauf-Continental-Cup, wo sie in La Thomasette den 15. Platz von 30 Starterinnen erreichen konnte. 2005 nahm Laurien van der Graaff erstmals an einer Junioren-Weltmeisterschaft teil. In Rovaniemi war ihre beste Platzierung der 19. Platz im Sprintwettbewerb. 2006 wurde sie bei der Junioren-Weltmeisterschaft in Kranj 19. über 5 Kilometer klassisch. Ihren ersten Sieg in einem Sprintwettbewerb des Alpen-Cups (Continental-Cup) feierte sie zwei Jahre später in Olten.
Daraufhin wurde sie im März 2008 erstmals für einen Weltcup-Wettbewerb nominiert. In Lahti verpasste sie als 39. der Qualifikation jedoch den Einzug in die Finalläufe. 2008 und 2009 startete Laurien van der Graaff bei der U23-Weltmeisterschaft, wo sie jeweils den 20. Platz im Sprintwettbewerb belegen konnte. 2010 erreichte sie bei der U23-Weltmeisterschaft in Hinterzarten den neunten Platz, nachdem sie in der Qualifikation noch den zweiten Platz erkämpft hatte. Beim Weltcup in Düsseldorf verpasste sie als 32. knapp die Qualifikation für die Finalläufe. Ihre ersten Weltcup-Punkte gewann sie in Rybinsk, wo sie den 28. Platz belegte.
In der Saison 2010/11 qualifizierte sie sich bei Weltcup-Wettbewerben mehrfach für die Finalläufe. Ihr bestes Resultat war jeweils der 21. Platz in Rybinsk und Liberec. Diese Resultate sicherten ihr einen Start bei der Nordischen Skiweltmeisterschaft 2011 im norwegischen Oslo, wo sie als 40. in der Qualifikation scheiterte. Bei ihrem ersten Einsatz in der Saison 2011/12 überraschte Laurien van der Graaff mit einem dritten Platz beim Sprint in Düsseldorf. Sie ist damit erst die zweite Schweizer Langläuferin, die eine Podiumsplatzierung in einem Weltcup-Wettbewerb erreichen konnte. Dies war zuvor nur Evi Kratzer gelungen. Kratzer siegte 1987 – dem Geburtsjahr von Laurien van der Graaff – in Calgary über 10 Kilometer klassisch. Auch im Teamsprint überzeugte sie zusammen mit ihrer Partnerin Bettina Gruber. Das Duo verpasste als viertes Team knapp das Podium.
Bei den nordischen Skiweltmeisterschaften 2013 im Val di Fiemme erreichte sie den 30. Platz im Sprint und den 11. Rang im Teamsprint. Bei ihrer ersten Olympiateilnahme 2014 in Sotschi belegte sie den 21. Rang im Sprint.
Zu Beginn der Saison 2016/17 errang sie beim Alpencup in Goms den zweiten Platz im Sprint. Bei den nordischen Skiweltmeisterschaften 2017 in Lahti belegte sie den 30. Platz im Sprint und jeweils den siebten Rang mit der Staffel und zusammen mit Nadine Fähndrich im Teamsprint. Zum Saisonende kam sie beim Weltcupfinal in Québec auf den 39. Platz und erreichte den 34. Platz im Gesamtweltcup und den 14. Rang im Sprintweltcup. Bei den Schweizer Meisterschaften 2017 in Val Müstair wurde sie Zweite im Sprint und Dritte über 30 km klassisch.
Zum Auftakt der Tour de Ski 2017/18 im schweizerischen Lenzerheide gewann Laurien van der Graaff den Sprintwettbewerb. Es war ihr erster Weltcup-Erfolg und zugleich der zweite Sieg einer Schweizerin seit Evi Kratzer, die im Januar 1987 den Weltcup-Wettbewerb über 10 km klassisch im kanadischen Calgary gewonnen hatte. Van der Graaff führte den Erfolg auf Mentaltraining zurück, auf das sie sich im Sommer 2017 konzentriert hatte. Sie hätte eigenen Angaben zufolge früher Angst davor gehabt zu siegen. Im Januar 2018 gewann sie in Seefeld in Tirol erneut im Sprint. Bei den Olympischen Winterspielen 2018 in Pyeongchang belegte sie den zehnten Platz im Sprint, den siebten Rang mit der Staffel und den vierten Platz zusammen mit Nadine Fähndrich im Teamsprint. Zum Saisonende kam sie beim Weltcupfinal in Falun auf den 40. Platz und erreichte abschliessend den 21. Platz im Gesamtweltcup und den fünften Rang im Sprintweltcup. Im folgenden Jahr lief sie bei den nordischen Skiweltmeisterschaften in Seefeld in Tirol auf den 16. Platz im Sprint, auf den zehnten Rang mit der Staffel und auf den achten Platz zusammen mit Nadine Fähndrich im Teamsprint. Nach Platz 36 beim Ruka Triple zu Beginn der Saison 2019/20 wurde sie zusammen mit Nadine Fähndrich im Teamsprint Dritte in Planica und Zweite in Dresden. Bei der Tour de Ski 2019/20 kam sie auf den 25. Platz und errang zum Saisonende den 31. Platz im Gesamtweltcup und den 13. Rang im Sprintweltcup.
In der Saison 2020/21 belegte van der Graaff den 52. Platz beim Ruka Triple und den 35. Rang bei der Tour de Ski 2021 und erreichte mit zwei Top-Zehn-Platzierungen den 34. Platz im Gesamtweltcup und den 11. Rang im Sprintweltcup. Zudem siegte sie in Dresden im Teamsprint und kam in Ulricehamn auf den dritten Platz im Teamsprint. Beim Saisonhöhepunkt, den Nordischen Skiweltmeisterschaften 2021 in Oberstdorf, gewann sie zusammen mit Nadine Fähndrich die Silbermedaille im Teamsprint und lief dort zudem auf den 14. Platz im Sprint und auf den siebten Rang mit der Staffel. Ende März 2021 wurde sie in Sedrun Schweizer Meisterin im Sprint. Auch im folgenden Jahr siegte sie bei den Schweizer Meisterschaften im Sprint und zudem mit der Staffel. Bei den Olympischen Winterspielen 2022 in Peking errang sie den 24. Platz im Sprint und jeweils den siebten Rang im Teamsprint sowie mit der Staffel.

## Erfolge

### Siege bei Weltcuprennen

#### Weltcupsiege im Einzel
| Nr. | Datum           | Ort              | Disziplin              |
| --- | --------------- | ---------------- | ---------------------- |
| 1.  | 27. Januar 2018 | Seefeld in Tirol | 1,1 km Sprint Freistil |

#### Etappensiege bei Weltcuprennen
| Nr. | Datum             | Ort         | Disziplin              | Rennen              |
| --- | ----------------- | ----------- | ---------------------- | ------------------- |
| 1.  | 30. Dezember 2017 | Lenzerheide | 1,5 km Sprint Freistil | Tour de Ski 2017/18 |

#### Weltcupsiege im Team
| Nr. | Datum             | Ort     | Disziplin                        |
| --- | ----------------- | ------- | -------------------------------- |
| 1.  | 20. Dezember 2020 | Dresden | 6 × 1,3 km Teamsprint Freistil 1 |

### Siege bei Continental-Cup-Rennen
| Nr. | Datum             | Ort                     | Disziplin       | Serie      |
| --- | ----------------- | ----------------------- | --------------- | ---------- |
| 1.  | 10. Januar 2008   | Olten                   | Sprint Freistil | Alpencup   |
| 2.  | 18. Dezember 2009 | Hochfilzen              | Sprint Freistil | Alpencup   |
| 3.  | 19. Februar 2010  | Welsberg-Taisten        | Sprint Freistil | Slavic-Cup |
| 4.  | 17. Dezember 2010 | St. Ulrich am Pillersee | Sprint Freistil | Alpencup   |
| 5.  | 21. Dezember 2018 | Valdidentro             | Sprint Freistil | Alpencup   |

## Teilnahmen an Weltmeisterschaften und Olympischen Winterspielen

### Olympische Spiele
- 2014 Sotschi: 21. Platz Sprint Freistil
- 2018 Pyeongchang: 4. Platz Teamsprint Freistil, 7. Platz Staffel, 10. Platz Sprint klassisch
- 2022 Peking: 7. Platz Teamsprint klassisch, 7. Platz Staffel, 24. Platz Sprint Freistil

### Nordische Skiweltmeisterschaften
- 2011 Oslo: 40. Platz Sprint Freistil
- 2013 Val di Fiemme: 11. Platz Teamsprint Freistil, 30. Platz Sprint klassisch
- 2015 Falun: 7. Platz Teamsprint Freistil, 27. Platz Sprint klassisch
- 2017 Lahti: 7. Platz Teamsprint klassisch, 7. Platz Staffel, 30. Platz Sprint Freistil
- 2019 Seefeld in Tirol: 8. Platz Teamsprint klassisch, 10. Platz Staffel, 16. Platz Sprint Freistil
- 2021 Oberstdorf: 2. Platz Teamsprint Freistil, 7. Platz Staffel, 14. Platz Sprint klassisch

## Platzierungen im Weltcup

### Weltcup-Statistik
Die Tabelle zeigt die erreichten Platzierungen im Einzelnen.
- 1.–3. Platz: Anzahl der Podiumsplatzierungen
- Top 10: Anzahl der Platzierungen unter den ersten zehn
- Punkteränge: Anzahl der Platzierungen innerhalb der Punkteränge
- Starts: Anzahl gelaufener Rennen in der jeweiligen Disziplin
- Hinweis: Bei den Distanzrennen erfolgt die Einordnung gemäss FIS.

| Platzierung         | Distanzrennen a | Distanzrennen a | Distanzrennen a | Distanzrennen a | Distanzrennen a | Skiathlon Verfolgung | Sprint | Etappen- rennen b | Gesamt | Team c | Team c  |
| Platzierung         | ≤ 5 km          | ≤ 10 km         | ≤ 15 km         | ≤ 30 km         | > 30 km         | Skiathlon Verfolgung | Sprint | Etappen- rennen b | Gesamt | Sprint | Staffel |
| ------------------- | --------------- | --------------- | --------------- | --------------- | --------------- | -------------------- | ------ | ----------------- | ------ | ------ | ------- |
| 1. Platz            |                 |                 |                 |                 |                 |                      | 2      |                   | 2      | 1      |         |
| 2. Platz            |                 |                 |                 |                 |                 |                      | 1      |                   | 1      | 1      |         |
| 3. Platz            |                 |                 |                 |                 |                 |                      | 2      |                   | 2      | 2      |         |
| Top 10              | 1               |                 |                 |                 |                 |                      | 29     |                   | 30     | 14     | 2       |
| Punkteränge         | 1               | 4               |                 |                 |                 | 3                    | 91     | 1                 | 100    | 19     | 2       |
| Starts              | 9               | 32              |                 |                 | 1               | 14                   | 117    | 8                 | 181    | 19     | 2       |
| Stand: Karriereende |                 |                 |                 |                 |                 |                      |        |                   |        |        |         |

### Weltcup-Gesamtplatzierungen
| Saison  | Gesamt | Gesamt | Distanz | Distanz | Sprint | Sprint |
| Saison  | Punkte | Platz  | Punkte  | Platz   | Punkte | Platz  |
| ------- | ------ | ------ | ------- | ------- | ------ | ------ |
| 2009/10 | 3      | 121.   | -       | -       | 3      | 86.    |
| 2010/11 | 22     | 82.    | -       | -       | 22     | 56.    |
| 2011/12 | 212    | 36.    | -       | -       | 212    | 14.    |
| 2012/13 | 126    | 47.    | -       | -       | 126    | 19.    |
| 2013/14 | 275    | 24.    | -       | -       | 275    | 7.     |
| 2014/15 | 174    | 38.    | -       | -       | 174    | 10.    |
| 2015/16 | 122    | 40.    | -       | -       | 122    | 21.    |
| 2016/17 | 195    | 34.    | 26      | 60.     | 169    | 14.    |
| 2017/18 | 303    | 21.    | 8       | 71.     | 295    | 5.     |
| 2018/19 | 126    | 51.    | 8       | 73.     | 118    | 25.    |
| 2019/20 | 227    | 31.    | 14      | 62.     | 189    | 13.    |
| 2020/21 | 160    | 34.    | 1       | 91.     | 149    | 11.    |
| 2021/22 | 117    | 40.    | -       | -       | 117    | 18.    |